# Schlacht von Sardarapat
Bergmann-Offensive –
Sarıkamış –
Ardahan –
Van –
Malazgirt –
Karakilise –
Erzurum –
Trabzon –
Bitlis –
Muş –
Deutsche Kaukasusexpedition –
Sardarapat –
Abaran –
Karakilisa –
Baku
Die Schlacht von Sardarapat (armenisch Սարդարապատի ճակատամարտ; türkisch Serdarabad Savaşı) war eine Schlacht der Kaukasuskampagne des Ersten Weltkrieges, die vom 24. bis 26. Mai 1918 in der Nähe des heutigen Dorfes Sardarapat (zehn Kilometer südwestlich von Armawir bzw. 45 Kilometer westlich von Jerewan) in Armenien stattfand. Die Schlacht stoppte nicht nur den Vormarsch der Osmanen nach Armenien, sondern verhinderte auch – drei Jahre nach dem Beginn des Völkermordes an den Armeniern – eine möglicherweise völlige Zerschlagung der armenischen Nation.

## Vorgeschichte
Nur zwei Monate nach der Unterzeichnung des Friedensvertrages von Brest-Litowsk griff das Osmanische Reich den armenischen Teil der Transkaukasischen Demokratisch-Föderativen Republik an. Diese war erst kurz zuvor von Russland unabhängig geworden. Unter Missachtung des Friedensvertrages von Brest-Litowsk mit Sowjetrussland überschritten Teile der 4. osmanischen Armee im Mai 1918 die Grenze und griffen Alexandropol (heute Gjumri) an. Die osmanische Armee beabsichtigte, ehemaliges osmanisches Gebiet und den Südkaukasus zu erobern. In diesem Gebiet lebten hunderttausende armenische Flüchtlinge, die Zuflucht nach dem Völkermord gesucht hatten. Die Regierung des Deutschen Reiches erhob Einspruch gegen diesen Angriff und lehnte es ab, der osmanischen Armee zu helfen.

## Verlauf der Schlacht

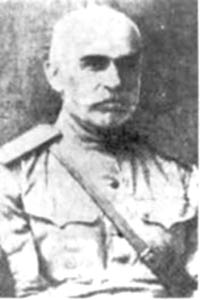
General Mowses Silikjan

Die Türken nahmen am 21. Mai Sardarapat ein und drangen nach Yeghegnut vor. Der armenische General Mowses Silikjan befahl Truppen des 5. armenischen Regiments unter Poghos Bek-Pirumyan, einer Guerillaeinheit in Reserve und einer Kavallerieeinheit, den Vorstoß der türkischen Armee zu beobachten. Am 22. Mai wurde eine Offensive gestartet und die armenischen Truppen konnten die Türken unter Yakub Şevki Pascha auf eine bestimmte Route 15–20 km in den Westen abdrängen. Das türkische Kommando konnte sich von den Verlusten erholen und organisierte seine Kräfte am nordwestlichen Ufer des Arasflusses. Wiederholte Versuche, den Fluss zu überqueren, wurden vom heftigen Widerstand des 5. armenischen Regiments vereitelt.
Am 24. Mai fanden mehrere Scharmützel zwischen den armenischen und türkischen Kräften statt und ein Versuch unter Poghos Bek-Pirumyan, die Türken am nächsten Tag von ihrer gut gesicherten Stellung zu vertreiben, scheiterte. Am 27. Mai vollführten armenische Truppen unter Karapet Hasan-Pashayan ein Flankenmanöver und trafen von hinten auf die türkische Stellung, während der Rest der armenischen Kräfte die Hauptstellungen angriff. Eine türkische Truppe, die in Talin stationiert war, wurde zum Entsatz losgeschickt und sollte die armenischen Truppen von hinten angreifen. Die türkischen Kommandeure, die schwere Verluste erlitten, ordneten einen generellen Rückzug der verbliebenen Soldaten an.

## Auswirkungen
Besorgt durch die osmanische Invasion in Armenien erbat und erhielt die neu gegründete Demokratische Republik Georgien im Norden deutschen Schutz. Am 28. Mai, zwei Tage nach dem Ende der Schlacht von Sardarapat, rief der armenische Nationalrat in Tiflis, der Hauptstadt der Transkaukasischen Demokratisch-Föderativen Republik, die Unabhängigkeit der Demokratischen Republik Armenien aus, die bis zur bolschewistischen Übernahme im November 1920 existierte. Die Demokratische Republik Armenien wurde später gezwungen, den Vertrag von Batumi am 4. Juni 1918 zu unterzeichnen, als die osmanische Armee wieder in Armenien einfiel und nur 7 km vor Jerewan und 10 km vor Etschmiadsin stand.

## Erbe und Gedenken
Die Schlacht von Sardarapat hat einen besonderen Platz im armenischen Gedenken und wird oft mit der Schlacht von Avarayr 451 gegen die Sassaniden verglichen. Nach den Demonstrationen 1965 in Jerewan zum Gedenken an den 50. Jahrestag des armenischen Völkermordes stimmten die sowjetischen Machthaber der Errichtung eines Denkmals für den armenischen Sieg in der Nähe des Schlachtfeldes zu. Der Architekt Raphael Israelyan wurde beauftragt, ein Denkmal zu entwerfen. 1968 wurde es eingeweiht. Bekannte armenische Literaten wie Howhannes Schiras und Paruyr Sevak, dessen Werk Sardarapat zu einem populären Lied wurde, schrieben Lieder und Gedichte, die die armenischen Kämpfer verherrlichten.